# 알로 파크스
알로 파크스(Arlo Parks, 2000년 8월 9일 ~ )는 영국의 싱어송라이터이다. 2021 브릿 어워드 신인상 수상자이다. 제64회(2022) 그래미상 올해의 신인상 후보에 올랐다. 본명은 아나이스 올루와토인 에스텔 머리노(Anaïs Oluwatoyin Estelle Marinho)로, 아버지는 나이지리아 출신, 어머니는 차드계 프랑스인이다.

## 음반 목록

### 정규 음반
- Collapsed in Sunbeams (2021)

### EP
- Super Sad Generation (2019)
- Sophie (2019)